# 플라사 엘립티카역
플라사 엘립티카 역(스페인어:  Plaza Elíptica)은 마드리드 지하철의 환승역으로, 6호선과 11호선이 지난다. 마드리드 카라반첼 구 아브란테스 지역의 페르난데스 라드레다 광장 지하에 위치해 있다. 역을 지을 당시 페르난데스 라드레다 광장의 명칭은 엘립티카 광장이었기에 여기서 이름을 따왔으며, 현재도 엘립티카 광장이라고 자주 불린다. 요금구역상으로는 A구역에 속한다.
플라사 엘립티카는 마드리드 남부와 교외를 잇는 주요 지하철역 중 하나다. 특히 카라반첼과 레가네스를 잇는 11호선은 이 역과 유일하게 환승된다. 순환선으로서 마드리드 전역을 누비는 6호선 승객은 말할 것도 없고, 역내에는 교외버스 터미널이 있어 헤타페, 레가네스, 파를라, 톨레도 지역 주민들이 통근할 때 자주 이용한다.

## 역사
1981년 5월 7일, 6호선이 파시피코 역에서 포르토 역까지 연장되면서 처음으로 문을 열었다. 1998년 11월 16일에는 11호선 첫 구간이 개통됨에 따라 6호선과 11호선이 지나는 환승역이 되었다.
2004년부터는 지하 버스터미널이 착공되어 2007년에 완공되었다.

## 환승 정보

역내 버스 터미널 지도

역내 지하 1층과 지하 2층에는 교외버스 노선이 정차하는 지하터미널이 있어, 이곳으로 수많은 노선이 다닌다. 지하 1층은 EMT 마드리드 운영 노선과 480, 420번 버스가 다니고, 지하 2층에는 나머지 교외버스 노선이 정차한다. 지하 3층은 상가와 마드리드 지하철 환승 통로가 있다.
일부 시내버스 노선도 지하 1층 터미널을 경유하긴 하지만 대부분 지상의 광장 주변에 있는 시내버스 정류장에서 이용 가능하다.
버스
- 시내버스
  - 47, 55, 60, 81, 116, 155, 247, SE702, E1번 노선 (주간)
  - N17번 노선 (야간)
- 시외버스
  - 402, 441, 442, 443, 444, 446, 460, 461, 463, 464, 469, 480번 노선 (주간)
  - N801, N805, N806번 노선 (야간)
- 장거리 버스
  - 톨레도행 노선 - 다르세나 7번 정류장에서 탑승하면 된다.

지하철
| 마드리드 지하철 | 마드리드 지하철        | 마드리드 지하철        |
| --------------- | ---------------------- | ---------------------- |
| 오피녤 순환선   | 마드리드 지하철 6호선  | 우세라 순환선          |
| 시·종착역       | 마드리드 지하철 11호선 | 아브란테스 라 포르투나 |